# 1991年の鉄道
1991年の鉄道（1991ねんのてつどう）とは、1991年（平成3年）に起こった鉄道関係の出来事をまとめたページである。
1990年の鉄道 - 1991年の鉄道 - 1992年の鉄道

## 出来事の一覧

### 1月
- 1月1日
  - 下津井電鉄
    - （路線廃止） 下津井電鉄線 児島駅 - 下津井駅 (6.3km)
    - （駅廃止） 児島駅、備前赤崎駅、阿津駅、琴海駅、鷲羽山駅、東下津井駅、下津井駅（下津井電鉄線）
- 1月16日
  - 京浜急行電鉄
    - （路線休止） 空港線 穴守稲荷駅 - 羽田空港駅
    - （駅休止） 羽田空港駅（空港線）

### 3月
- 3月9日
  - 東日本旅客鉄道
    - （信号場新設） 宮城野信号場（仙石線 苦竹駅 - 福田町駅間）
- 3月15日
  - 札幌市交通局
    - （駅名改称） 中央図書館前停留場←西屯田通駅（山鼻線、山鼻西線）
- 3月16日
  - 東日本旅客鉄道
    - （電化） 相模線 茅ケ崎駅 - 橋本駅 (33.3km・直流1,500V)
    - （新駅開業） 葛岡駅（仙山線 国見駅 - 陸前落合駅間）
    - （新駅開業） さつき野駅（信越本線 新津駅 - 荻川駅間）
    - （駅名改称） 高畠駅←糠ノ目駅、大鰐温泉駅←大鰐駅（奥羽本線）
    - （駅名読み変更） 三厩駅（みんまや ← みうまや）（津軽線）

  - 西日本旅客鉄道
    - （新駅開業） 栗東駅（東海道本線（琵琶湖線） 守山駅 - 草津駅間）

  - 四国旅客鉄道
    - （常設駅化） 大浦駅 ← 大浦信号場（予讃線 浅海駅 - 伊予北条駅間）
    - （航路廃止） 宇高連絡船 宇野港 - 高松港（前年3月31日から休止）

  - 九州旅客鉄道
    - （新駅開業） 吉野駅（鹿児島本線 渡瀬駅 - 銀水駅間）

  - 近江鉄道
    - （新駅開業） 京セラ前駅（本線 大学前駅 - 桜川駅間）

  - 伊勢鉄道
    - （新駅開業） 徳田駅（伊勢線 鈴鹿サーキット稲生駅 - 中瀬古駅間）

  - 松浦鉄道
    - （新駅開業） 山谷駅（西九州線 大木駅 - 夫婦石駅間）
    - （新駅開業） 波瀬駅（西九州線 久原駅 - 浦ノ崎駅間）
    - （新駅開業） 西木場駅（西九州線 御厨駅 - 東田平駅間）
    - （新駅開業） 中田平駅（西九州線 東田平駅 - たびら平戸口駅間）
    - （新駅開業） 大学前駅（西九州線 相浦駅 - 上相浦駅間）
- 3月19日
  - 東日本旅客鉄道
    - （新線・第二種鉄道事業開業） 成田線(空港支線) 成田駅 - 成田空港駅 (10.8km)
    - （新駅開業） 成田空港駅（成田線(空港支線)）

  - 京成電鉄
    - （延伸・第二種鉄道事業開業） 本線 駒井野信号場 - 成田空港駅（2代目） (2.1km)
    - （新駅開業） 成田空港駅（2代目）（本線）
    - （信号場新設） 駒井野信号場（本線 京成成田駅 - 成田空港駅(新)間・東成田線 京成成田駅 - 東成田駅間）
    - （路線名改称）東成田線 ← 本線 京成成田駅 - 成田空港(旧)駅
    - （駅名改称） 東成田駅 ← 成田空港駅（旧）（東成田線）

  - 成田空港高速鉄道
    - （第三種鉄道事業開業） 成田線 成田駅 - 成田空港駅 (10.8km)
    - （第三種鉄道事業開業） 京成本線 駒井野信号場 - 成田空港駅 (2.1km)
- 3月25日
  - 桃花台新交通
    - （新線開業） 桃花台線 小牧駅 - 桃花台東駅 (7.4km)
    - （新駅開業） 小牧駅、小牧原駅、東田中駅、上末駅、桃花台西駅、桃花台センター駅、 桃花台東駅（桃花台線）
- 3月31日
  - 京浜急行電鉄
    - （駅廃止） 羽田空港駅（空港線）

  - 北総開発鉄道
    - （延伸開業） 北総・公団線 京成高砂駅 - 新鎌ヶ谷駅 (12.7km)
    - （新駅開業） 京成高砂駅、新柴又駅、矢切駅、北国分駅、秋山駅、東松戸駅、松飛台駅、大町駅（北総・公団線）
    - （常設駅化） 新鎌ヶ谷駅 ← 新鎌ヶ谷信号所（北総・公団線）

### 4月
- 4月1日
  - 福島交通
    - （駅名改称） 美術館図書館前駅 ← 森合駅（飯坂線）
- 4月6日
  - 京王帝都電鉄
    - （新駅開業） 多摩境駅（相模原線 南大沢駅 - 橋本駅間）
- 4月7日
  - 山陽電気鉄道
    - （駅名改称） 山陽須磨駅 ← 電鉄須磨駅、山陽塩屋駅 ← 電鉄塩屋駅、山陽垂水駅 ← 電鉄垂水駅、山陽明石駅 ← 電鉄明石駅、林崎松江海岸駅 ← 電鉄林崎駅、山陽魚住駅 ← 電鉄魚住駅、播磨町駅 ← 本荘駅、別府駅 ← 電鉄別府駅、高砂駅 ← 電鉄高砂駅、山陽曽根駅 ← 電鉄曽根駅、亀山駅 ← 電鉄亀山駅、山陽姫路駅 ← 電鉄姫路駅（本線）
    - （駅名改称） 飾磨駅 ← 電鉄飾磨駅（本線、網干線）
    - （駅名改称） 山陽天満駅 ← 電鉄天満駅、山陽網干駅 ← 電鉄網干駅（網干線）
- 4月27日
  - 嵯峨野観光鉄道
    - （第二種鉄道事業開業） 嵯峨野観光線 トロッコ嵯峨駅 - トロッコ亀岡駅 (7.3km)
    - （新駅開業） トロッコ嵯峨駅、トロッコ嵐山駅、トロッコ保津峡駅、トロッコ亀岡駅（嵯峨野観光線）

### 6月
- 6月12日
  - 千葉都市モノレール
    - （延伸開業） 2号線 (仮)千葉駅 - スポーツセンター駅 (4.0km)
    - （新駅開業） (仮)千葉駅、千葉公園駅、作草部駅、天台駅、穴川駅（2号線）
- 6月20日
  - 東日本旅客鉄道
    - （延伸開業） 東北新幹線 東京駅 - 上野駅 (3.6km)
    - （駅名改称） ゆだ錦秋湖駅 ← 陸中大石駅、ほっとゆだ駅 ← 陸中川尻駅、ゆだ高原駅 ← 岩手湯田駅（北上線）
- 6月25日
  - 福島交通
    - （昇圧） 飯坂線 (直流1,500V ← 直流700V)

### 7月
- 7月1日
  - 同和鉱業
    - （路線廃止） 片上鉄道線 片上駅 - 柵原駅 (33.8km)
    - （駅廃止） 片上駅、清水駅、中山駅、和気駅、本和気駅、益原駅、天瀬駅、河本駅、備前矢田駅、苦木駅、杖谷駅、備前塩田駅、備前福田駅、周匝駅、美作飯岡駅、吉ヶ原駅、柵原駅（片上鉄道）
- 7月20日
  - 北海道旅客鉄道
    - （新駅開業） (臨)静内海水浴場駅（日高本線 静内駅 - 東静内駅間）

### 8月
- 8月7日
  - 京成電鉄
    - （新駅開業） 京成幕張本郷駅（千葉線 京成津田沼駅 - 京成幕張駅間）
- 8月27日
  - 東日本旅客鉄道
    - （路線休止） 奥羽本線 米沢駅 - 上ノ山駅（山形新幹線建設に伴う改軌工事のため）
- 8月31日
  - 東日本旅客鉄道
    - （単線化） 奥羽本線 福島駅  - 米沢駅（山形新幹線建設に伴う改軌工事のため）

### 9月
- 9月1日
  - 西日本旅客鉄道
    - （運営形態変更） 第三種鉄道事業者 ← 第一種鉄道事業者 七尾線 和倉温泉駅 - 輪島駅
    - （電化） 七尾線 津幡駅 - 和倉温泉駅 (59.5km・直流1,500V)

  - のと鉄道
    - （第二種鉄道事業開業） 七尾線 七尾駅 - 輪島駅 (53.5km)
    - （駅開業） 七尾駅、和倉温泉駅、田鶴浜駅、笠師保駅、能登中島駅、西岸駅、能登鹿島駅、穴水駅、能登三井駅、能登市ノ瀬駅、輪島駅（七尾線）
    - （駅名改称） 穴水駅 ← のと穴水駅（能登線）
- 9月3日
  - 日本貨物鉄道
    - （第二種鉄道事業廃止） 奥羽本線 福島駅 - 蔵王駅
- 9月14日
  - 西日本旅客鉄道
    - （直流化） 北陸本線 田村駅 - 長浜駅 (3.0km・直流1,500V ← 交流20,000V・60Hz)
    - （路線愛称使用開始） 琵琶湖線（北陸本線 米原駅 - 長浜駅）
- 9月30日
  - 九州旅客鉄道
    - （新駅開業） 千鳥駅（鹿児島本線 福間駅 - 古賀駅間）

### 10月
- 10月1日
  - 平成筑豊鉄道
    - （新駅開業） 美夜古泉駅（田川線 行橋駅 - 今川河童駅間）
- 10月8日
  - 東日本旅客鉄道
    - （路線休止） 奥羽本線 関根駅 - 米沢駅（山形新幹線建設に伴う改軌工事のため）
- 10月27日
  - 名古屋鉄道
    - （駅名改称） 上小田井駅 ← 平田橋駅（犬山線）
- 10月28日
  - 神戸電鉄
    - （新線開業） 公園都市線 横山駅 - フラワータウン駅 (2.3km)
    - （新駅開業） フラワータウン駅（公園都市線）

  - 明知鉄道
    - （新駅開業） 飯沼駅（明知線 東野駅 - 阿木駅間）

### 11月
- 11月3日
  - 東日本旅客鉄道
    - （路線休止） 奥羽本線 福島駅 - 関根駅・上ノ山駅 - 山形駅（山形新幹線建設に伴う改軌工事のため）
- 11月5日
  - 東日本旅客鉄道
    - （改軌・運転再開） 奥羽本線 福島駅 - 山形駅 (1435mm ← 1067mm)
    - （複線化） 奥羽本線 笹木野駅 - 庭坂駅
- 11月29日
  - 帝都高速度交通営団
    - （新線開業） 南北線 駒込駅 - 赤羽岩淵駅 (6.3km)
    - （新駅開業） 駒込駅、西ケ原駅、王子駅、王子神谷駅、志茂駅、赤羽岩淵駅（南北線）

### 12月
- 12月1日
  - 東日本旅客鉄道
    - （駅名改称） 川原湯温泉駅 ← 川原湯駅、長野原草津口駅 ← 長野原駅（吾妻線）

  - 東海交通事業
    - （新線開業） 城北線 勝川駅 - 尾張星の宮駅 (9.3km)
    - （新駅開業） 勝川駅、味美駅、比良駅、小田井駅、尾張星の宮駅（城北線）
- 12月6日
  - 近畿日本鉄道
    - （新駅開業） 大阪教育大前駅（大阪線 河内国分駅 - 関屋駅間）
- 12月10日
  - 東京都交通局
    - （新線開業） 12号線 光が丘駅 - 練馬駅 (3.8km)
    - （新駅開業） 光が丘駅、練馬春日町駅、豊島園駅、練馬駅（12号線）
- 12月14日
  - 東海旅客鉄道
    - （新駅開業） 豊田町駅（東海道本線 磐田駅 - 天竜川駅間）
    - （駅名改称） 湯谷温泉駅 ← 湯谷駅（飯田線）
    - （駅名改称） 下部温泉駅 ← 下部駅（身延線）

## 主なダイヤ改正

### 3月
- 3月11日
  - 西武鉄道
    - 土曜日のダイヤを平日ダイヤから土休日ダイヤに変更。
- 3月16日
  - 北海道旅客鉄道・東日本旅客鉄道・東海旅客鉄道・西日本旅客鉄道・四国旅客鉄道・九州旅客鉄道・日本貨物鉄道
  - 小田急電鉄
  - 名古屋鉄道（特急「北アルプス」）
  - 高松琴平電気鉄道
    - 琴平線の準急を廃止。
- 3月19日
  - 東日本旅客鉄道
    - 特急「成田エクスプレス」運転開始。

  - 京成電鉄・北総開発鉄道
  - 京浜急行電鉄
  - 東京都交通局
  - 近畿日本鉄道

### 4月
- 4月7日
  - 山陽電気鉄道
    - 通勤特急を夜間運転の東二見駅 - 高砂駅間各駅停車の下り特急（通称：「高砂行き特急」）と統合の上で廃止し、新種別S特急を新設。
- 4月8日
  - 名古屋鉄道（豊田線）
- 4月14日
  - 名古屋鉄道

### 6月
- 6月20日
  - 東日本旅客鉄道
    - 新幹線ダイヤ改正。

### 8月
- 8月27日
  - 東日本旅客鉄道
    - 東北地区ダイヤ改正。

### 9月
- 9月1日
  - 東海旅客鉄道・西日本旅客鉄道
    - 七尾線電化に伴い特急「しらさぎ」の和倉温泉駅乗入開始。

  - 西日本旅客鉄道
    - 七尾線電化に伴い特急「雷鳥」「スーパー雷鳥」の和倉温泉駅乗入開始。「ゆぅトピア和倉」廃止。
- 9月14日
  - 西日本旅客鉄道
    - アーバンネットワークダイヤ改正。

### 10月
- 10月21日
  - 名古屋鉄道

### 11月
- 11月1日
  - 北海道旅客鉄道・北海道ちほく高原鉄道
    - （相互直通運転開始） 根室本線 帯広駅 - ふるさと銀河線 北見駅

  - 北海道旅客鉄道
    - 根室本線ダイヤ改正。

  - 北海道ちほく高原鉄道

### 12月
- 12月1日
  - 東日本旅客鉄道

## 災害・不通・事故・事件など

### 1月
- 1月8日
  - 北海道旅客鉄道
    - （事故） 日高本線苫小牧駅 - 勇払駅間で踏切障害事故発生（日高線踏切事故）。

### 3月
- 3月14日
  - 広島高速交通
    - （事故） 広島新交通1号線 上安駅付近の同線建設現場で、橋桁が落下し作業員と通行中の一般人が死傷（広島新交通システム橋桁落下事故）

### 5月
- 5月14日
  - 信楽高原鐵道
    - （事故・不通） 信楽線 貴生川駅 - 信楽駅（信楽高原鐵道列車衝突事故発生のため）

### 12月
- 12月8日
  - 信楽高原鐵道
    - （運転再開） 信楽線 貴生川駅 - 信楽駅（信楽高原鐵道列車衝突事故のため5月14日から不通だった）。

## 鉄道車両

### 運転開始・運転終了・さよなら運転

#### 2月
- 2月1日
  - 東武鉄道
    - （運転開始） 200系（急行「りょうもう」）

#### 3月
- 3月15日
  - 東日本旅客鉄道
    - （運転終了） キハ30形・キハ35形（相模線 茅ケ崎駅 - 橋本駅）

  - 小田急電鉄
    - （運転終了） 3000形「SSE」（連絡急行(御殿場線内「急行」)「あさぎり」）

  - 名古屋鉄道
    - （運転終了） キハ8000系（特急「北アルプス」）
- 3月16日
  - 東日本旅客鉄道
    - （運転開始） 183系（「おはようライナー高尾・ホームライナー高尾・おはようライナー青梅・ホームライナー青梅」）
    - （運転開始） 205系500番台（相模線・横浜線 茅ケ崎駅 - 橋本駅 - 八王子駅）

  - 東海旅客鉄道
    - （運転開始） 371系（特急「あさぎり」・「ホームライナー#静岡地区」）

  - 小田急電鉄
    - （運転開始） 20000形「RSE」（特急「あさぎり」・「あしがら・はこね」）

  - 名古屋鉄道
    - （運転開始） キハ8500系（特急「北アルプス」）
- 3月19日
  - 東日本旅客鉄道
    - （運転開始） 113系（成田線(空港支線) 成田駅 - 成田空港駅）
    - （運転開始） 253系（特急「成田エクスプレス」）

  - 京成電鉄
    - （運転開始） 3700形（押上線・本線・東成田線 押上駅・京成上野駅 - 青砥駅 - 京成成田駅 - 成田空港駅・東成田駅/都営地下鉄浅草線 西馬込駅 - 押上駅）
- 3月20日
  - 京成電鉄
    - （運転開始） 3700形（京急本線・久里浜線 泉岳寺駅 - 堀ノ内駅 - 三崎口駅）
- 3月25日
  - 桃花台新交通
    - （運転開始） 100系（小牧駅 - 桃花台東駅）
- 3月31日
  - 京浜急行電鉄
    - （運転開始） 1000形・1500形（北総開発鉄道北総・公団線 京成高砂駅 - 千葉ニュータウン中央駅）

  - 東京都交通局
    - （運転開始） 5300形（浅草線・京成押上線 西馬込駅 - 押上駅 - 青砥駅/京成本線・東成田線 京成上野駅 - 京成成田駅・東成田駅/北総開発鉄道北総・公団線 京成高砂駅 - 千葉ニュータウン中央駅/京急本線・久里浜線 泉岳寺駅 - 堀ノ内駅 - 三崎口駅/逗子線 金沢八景駅 - 新逗子駅

  - 北総開発鉄道
    - （運転開始） 7150形（都営地下鉄浅草線・京成押上線・本線・北総・公団線 西馬込駅 - 押上駅 - 青砥駅 - 京成高砂駅 - 千葉ニュータウン中央駅/京急本線・逗子線 泉岳寺駅 - 金沢八景駅 - 新逗子駅）
    - （運転開始） 7300形（都営地下鉄浅草線・京成押上線・本線・北総・公団線 西馬込駅 - 押上駅 - 青砥駅 - 京成高砂駅 - 千葉ニュータウン中央駅/京急本線・逗子線 泉岳寺駅 - 金沢八景駅 - 新逗子駅/新京成電鉄新京成線・北総・公団線 松戸駅 - 北初富駅 - 新鎌ヶ谷駅）

#### 6月
- 6月20日
  - 東日本旅客鉄道
    - （運転開始） 200系（東北新幹線 東京駅 - 上野駅）

#### 8月
- 8月26日
  - 東日本旅客鉄道
    - （運転終了） EF71形（奥羽本線 福島駅 - 新庄駅）

#### 11月
- 11月29日
  - 帝都高速度交通営団
    - （運転開始） 9000系（南北線 駒込駅 - 赤羽岩淵駅）

#### 12月
- 12月1日
  - 東海交通事業
    - （運転開始） キハ40形（城北線 勝川駅 - 尾張星の宮駅）
- 12月10日
  - 東京都交通局
    - （運転開始） 12-000形（12号線 光が丘駅 - 練馬駅）

### 新系列・新形式
- 東海旅客鉄道
  - 371系電車
- 西日本旅客鉄道
  - 207系電車
  - キハ120形気動車
- 九州旅客鉄道
  - キハ200形気動車
- 日本貨物鉄道
  - クキ1000形貨車
  - コキ70形貨車
- 京成電鉄
  - 3700形電車
- 北総開発鉄道
  - 7300形電車
- 小田急電鉄
  - 20000形電車
- 東武鉄道
  - 200系電車
- 名古屋鉄道
  - キハ8500系気動車
- 帝都高速度交通営団
  - 9000系電車
- 東京都交通局
  - 5300形電車
  - 12-000形電車
- 神戸電鉄
  - 2000系電車
- 伊豆箱根鉄道
  - 7000系電車
- 近江鉄道
  - 220形電車
- 桃花台新交通
  - 100系電車
- 鹿児島市交通局
  - 2110形電車
  - 2120形電車

### 譲渡形式
- 北総開発鉄道←京浜急行電鉄
  - 7150形電車
- 北総開発鉄道←新京成電鉄
  - 800形電車
- 秩父鉄道←東京急行電鉄
  - 2000系電車
- 福島交通←東京急行電鉄
  - 7000系電車
- 日立電鉄←帝都高速度交通営団
  - 2000形電車
- 土佐電気鉄道←ポルトガル・リスボンカリス社（リスボン市電）
  - 533形電車

### 消滅形式
- 日本貨物鉄道
  - ホキ7200形貨車
- 上信電鉄
  - デハニ30形電車
- 京成電鉄
  - 3000形電車（初代）
- 広島電鉄
  - 1090形電車

### 受賞
- ブルーリボン賞：東武鉄道100系電車
- ローレル賞：東日本旅客鉄道251系電車、大阪市交通局70系電車
- エバーグリーン賞：東日本旅客鉄道他 EF58形